# 상 (마음작용)
상(想, 산스크리트어: saṃjñā, 팔리어: saññā, 영어: perception, cognition, conceptualization, distinguishing)은 설일체유부의 5위 75법에서 심소법(心所法: 46가지) 중 대지법(大地法: 10가지) 가운데 하나이며, 유식유가행파와 법상종의 5위 100법에서 심소법(心所法: 51가지) 중 변행심소(遍行心所: 5가지) 가운데 하나이다.
상(想)은 마음(6식 또는 8식, 즉 심왕, 즉 심법)으로 하여금 인식대상의 물질적 · 정신적(개념적) 차별상(差別相)을 파악하게 하는 마음작용이다. 즉 마음(6식 또는 8식, 즉 심왕, 즉 심법)으로 하여금 표상작용[取像] 즉 개념화 작용을 가능하게 하는 마음작용이다. 간단히 말하자면, 상(想)은 현대적인 용어로 표상(表象, mental representation 또는 representation)을 뜻한다.
상(想)은 5온의 상온(想蘊)에 해당한다. 예를 들어, 청(青) · 황(黃) 등의 사물의 현색(색깔)의 차별상이나, 장(長) · 단(短) 등의 사물의 형색(형태, 즉 모양과 크기)의 차별상이나, 남(男) · 여(女) 등의 생리학적 · 생물학적 측면의 차별상이나, 원(怨) · 친(親) 등의 감성적 측면의 차별상이나, 고(苦) · 락(樂) 등의 지각적 측면의 차별상 등을 파악하는 것을 말한다.
《품류족론》 제2권에 따르면,
상(想)은 상(想: 취상) · 등상(等想: 평등한 취상) · 증상등상(增上等想: 뛰어난 평등한 취상) · 이상(已想: 이미 지나간 취상) · 상류(想類: 취상의 부류)를 말한다.

## 같이 보기
- 참선
- 온 (불교)

## 참고 문헌
- 권오민 (2003). 《아비달마불교》. 민족사.
- 세친 지음, 현장 한역, 권오민 번역 (K.955, T.1558). 《아비달마구사론》. 한글대장경 검색시스템 - 전자불전연구소 / 동국역경원. K.955(27-453), T.1558(29-1). |title=에 외부 링크가 있음 (도움말)
- 운허.  동국역경원 편집, 편집. 《불교 사전》. |title=에 외부 링크가 있음 (도움말)
- 호법 등 지음, 현장 한역, 김묘주 번역 (K.614, T.1585). 《성유식론》. 한글대장경 검색시스템 - 전자불전연구소 / 동국역경원. K.614(17-510), T.1585(31-1). |title=에 외부 링크가 있음 (도움말)
- 황욱 (1999). 《무착[Asaṅga]의 유식학설 연구》. 동국대학원 불교학과 박사학위논문.
- (영어) Guenther, Herbert V. &  Leslie S. Kawamura (1975). 《Mind in Buddhist Psychology: A Translation of Ye-shes rgyal-mtshan's "The Necklace of Clear Understanding"》 Kile판. Dharma Publishing.
- (중국어) 무착 조, 현장 한역 (T.1605). 《대승아비달마집론(大乘阿毘達磨集論)》. 대정신수대장경. T31, No. 1605, CBETA. |title=에 외부 링크가 있음 (도움말)
- (중국어) 星雲. 《佛光大辭典(불광대사전)》 3판. |title=에 외부 링크가 있음 (도움말)
- (중국어) 세친 조, 현장 한역 (T.1558). 《아비달마구사론(阿毘達磨俱舍論)》. 대정신수대장경. T29, No. 1558, CBETA. |title=에 외부 링크가 있음 (도움말)
- (중국어) 세친 조, 현장 한역 (T.1612). 《대승오온론(大乘五蘊論)》. 대정신수대장경. T31, No. 1612, CBETA. |title=에 외부 링크가 있음 (도움말)
- (중국어) 호법 등 지음, 현장 한역 (T.1585). 《성유식론(成唯識論)》. 대정신수대장경. T31, No. 1585, CBETA. |title=에 외부 링크가 있음 (도움말)